# Semyon Moiseyevich Krivoshein
Semyon Moiseyevich Krivoshein (tiếng Nga: Семён Моисеевич Кривошеин; 1899 - 1978) là một chỉ huy của lực lượng xe tăng Liên Xô trong Chiến tranh thế giới thứ hai, người đã đóng vai trò quan trọng trong việc cải tổ lực lượng tăng - thiết giáp của Liên Xô dẫn đến thắng lợi quan trọng tại Trận Vòng cung Kursk của các đơn vị xe tăng Hồng quân trước các đơn vị tăng - thiết giáp Đức Quốc xã (Panzer).

## Tiểu sử
Semyon Krivoshein sinh năm 1899 trong một gia đình buôn bán gốc Do Thái giàu có ở thành phố Voronezh thuộc Đế quốc Nga. Năm 1917 Krivoshein tốt nghiệp một trường phổ thông Nga dành cho học sinh năng khiếu. Một năm sau đó, cùng với thắng lợi của Cách mạng Tháng Mười, ông đã tình nguyện gia nhập Hồng quân chống lại lực lượng Bạch vệ.

## Sự nghiệp

### Trước Thế chiến thứ hai

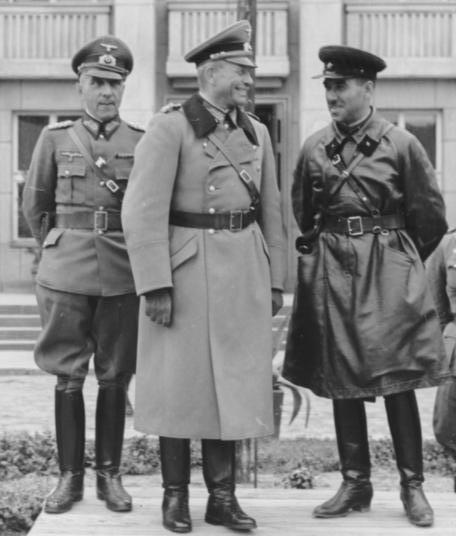
Trung tướng Đức (Generalleutnant) Mauritz von Wiktorin (trái), Thượng tướng Thiết giáp Đức (General der Panzertruppe) Heinz Guderian (giữa) và Lữ đoàn trưởng Liên Xô (Kombrig) Semyon Krivoshein (phải) tại Cuộc diễu binh Đức - Xô tại Brest-Litovsk ngày 22 tháng 9 năm 1939.

Trong Nội chiến Nga, Krivoshein chiến đấu trong đơn vị nổi tiếng Tập đoàn kỵ binh số 1 của tướng Semyon Budyonny. Năm 1921, lực lượng xe tăng được thành lập trong Hồng quân, Krivoshein là một trong những sĩ quan kỵ binh xuất sắc được chọn để đào tạo chỉ huy lực lượng mới được lập ra này. Ông tốt nghiệp Học viện Quân sự Frunze năm 1931 và bắt đầu công tác trong các đơn vị cơ giới hóa của Hồng quân. Năm 1934, Krivoshein là Tư lệnh một trung đoàn cơ giới hóa.
Năm 1936 Krivoshein tham gia lực lượng tình nguyện của Hồng quân chiến đấu cho những người Cộng hòa chống lại tướng Francisco Franco trong Nội chiến Tây Ban Nha. Trong hai tháng 11 và 12 năm 1936, ông đã chỉ huy lực lượng xe tăng của những người Cộng hòa trong Trận Madrid, chỉ một lữ đoàn xe tăng của ông đã không thể chặn đứng được cuộc tấn công của tướng Franco nhưng sự chống trả quyết liệt của những chiếc xe tăng này đã giúp nâng cao tinh thần cho những người Cộng hòa, sự chỉ huy của Krivoshein cũng được đánh giá cao.
Tháng 1 năm 1937 Krivoshein được gọi về Liên Xô, ông được thăng cấp bậc Lữ đoàn trưởng (Kombrig) tăng - thiết giáp và được cử làm Tư lệnh một lữ đoàn cơ giới hóa. Mùa hè năm 1938, đơn vị của ông đã tham gia chống lại lực lượng Hoàng quân tại Trận Hồ Khasan và đến năm 1939 thì Krivoshein nhận lệnh chỉ huy một lữ đoàn xe tăng hạng nhẹ tham chiến tại Ba Lan.
Trong cuộc Chiến tranh Xô - Phần, đơn vị tăng của Krivoshein đã tham gia chiến đấu rất hiệu quả và ông được thăng chức rất nhanh chóng. Chỉ trong 2 năm, từ vị trí một Tư lệnh sư đoàn bộ binh Mô tô hóa, Krivoshein đã được bổ nhiệm làm Tư lệnh Lực lượng xe tăng của Quân khu đặc biệt Pribaltic có vị trí trọng yếu. Năm 1940 ông được thăng hàm Thiếu tướng.

### Chiến tranh Vệ quốc vĩ đại

#### 1941 - 1943, giai đoạn cải tổ lực lượng xe tăng Xô viết
Sau khi quân đội Đức Quốc xã tràn vào lãnh thổ Liên Xô tháng 6 năm 1941, Krivoshein được cử làm Tư lệnh Quân đoàn cơ giới hóa số 25 có nhiệm vụ chặn bước tiến của quân Đức ở hướng Baltic và Belarus, tại đây ông thành công trong việc làm chậm bước tiến của những đơn vị xe tăng nổi tiếng của tướng Heinz Guderian ở gần Homyel. Thành tích chỉ huy của Krivoshein là rất nổi bật trong giai đoạn đầu chiến tranh này, khi lực lượng Hồng quân nói chung liên tục phải rút về phía Đông, còn lực lượng xe tăng Hồng quân nói riêng thua kém rất xa lực lượng tăng - thiết giáp Đức cả về lực lượng, khí tài và chiến thuật.
Với những kinh nghiệm thất bại thu được từ chiến trường, các chỉ huy cao cấp của Hồng quân đã bắt tay ngay vào việc cải tổ lực lượng tăng - thiết giáp Xô viết và nghiên cứu những chiến thuật hiện đại phù hợp hơn với cuộc chiến. Vì yêu cầu này, Krivoshein được rút về làm Trưởng ban huấn luyện của Bộ Tư lệnh tăng Hồng quân cho đến năm 1943. Việc huấn luyện các tổ lái phải thay đổi liên tục để đáp ứng được với sự ra đời của các loại xe tăng mới và quy mô tác chiến của các đơn vị tăng - thiết giáp. Những cố gắng trong huấn luyện của Krivoshein đã góp phần nâng cao khả năng chiến đấu của các đơn vị Xô viết nhưng trước đòi hỏi của chiến trường, một lần nữa ông được cử ra mặt trận.

#### Trận Kursk
Năm 1943 khi Hồng quân đang chuẩn bị cho trận đánh quyết định tại Kursk, Krivoshein được gọi ra chiến trường để nhận vị trí Tư lệnh Quân đoàn cơ giới hóa số 3, thuộc Tập đoàn xe tăng số 1 của tướng Mikhail Katukov và Phương diện quân Voronezh của tướng Nikolay Vatutin. Lúc này Krivoshein và Katukov đang là những nhà chiến thuật giỏi nhất của Hồng quân trong thế trận phòng ngự bằng xe tăng, vì vậy Krivoshein được chỉ định làm Tư lệnh một đơn vị xe tăng đóng ở vị trí trọng yếu có nhiệm vụ đón đầu lực lượng Đức Quốc xã rất mạnh của Cụm tập đoàn quân Nam Đức Quốc xã do tướng Erich von Manstein chỉ huy. Đơn vị của Krivoshein đóng ở Oboyan đã phối hợp cùng Quân đoàn xe tăng số 6 đóng ở Prokhorovka đối mặt với lực lượng xe tăng chủ yếu của người Đức do tướng xe tăng Hermann Hoth làm tư lệnh. Những chiếc xe tăng Xô viết của Krivoshein thua kém xe tăng Đức rất xa về mặt kỹ thuật và trang bị, trong khi những chiếc Tiger I (Con cọp) Đức được trang bị pháo 88 mm có tầm bắn 2 km thì những chiếc T-34 Xô viết chỉ được trang bị pháo 76,2 mm và tầm bắn ngắn hơn nhiều.
Trong ngày đầu tiên của trận đánh, ngày 6 tháng 7, những chiếc Con cọp của người Đức đã mở cuộc tấn công mãnh liệt vào đội hình của Krivoshein và đến cuối ngày đã chọc thủng được phòng tuyến của Hồng quân ở đoạn nối giữa Quân đoàn 3 và Quân đoàn 6, tuy vậy người Liên Xô vẫn giữ vững được trận địa. Sáng hôm sau, Hoth tiếp tục đưa lực lượng tăng dự bị vào tấn công đơn vị của Krivoshein, còn Katukov và Vatutin cũng tăng viện cho Quân đoàn 3 của ông. Xét về tương quan lực lượng thì các đơn vị xe tăng Đức vẫn chiếm ưu thế hơn hẳn nhưng họ không thể đẩy lui được đơn vị xe tăng của Krivoshein, vào cuối ngày những máy bay trinh sát của Đức đã ghi nhận với Hoth: "Người Nga vẫn không lùi bước. Họ vẫn đứng vững trên chiến tuyến của mình. Các đơn vị tăng của chúng ta đã dừng lại, chúng đang bốc cháy". Ngày 8 tháng 7, Manstein và Hoth đã đánh con bài cuối cùng khi cử toàn bộ lực lượng Đức tổ chức một cuộc tấn công mới. Trước lực lượng đột kích đông đảo của Đức Quốc xã, Krivoshein đã phải rút quân đoàn của ông về một vị trí phòng ngự mới nhưng quân Đức vẫn không thể phá vỡ được tuyến phòng ngự chung của Hồng quân, một ngày sau đó Hoth phải chuyển hướng tấn công sang Quân đoàn 6 và để hở sườn phải của lực lượng Đức. Ngày 12 tháng 7, một lực lượng mạnh của Hồng quân là Tập đoàn tăng Cận vệ số 5 do tướng Pavel Rotmistrov chỉ huy đã đột kích mạnh vào sườn đơn vị của Hoth và đánh dấu chấm hết cho lực lượng tăng của người Đức. Tập đoàn tăng số 1 của Katukov cũng tổ chức phản công, cho đến cuối ngày, lực lượng xe tăng Đức của Hoth đã phải rút lui sau khi tổn thất nặng nề trên chiến trường. Trận Vòng cung Kursk đã đánh dấu thất bại của quân đội Đức Quốc xã trong trận chiến xe tăng lớn nhất trong lịch sử chiến tranh và tạo ra ưu thế cho Hồng quân trên chiến trường. Quân đoàn 3 của Krivoshein được vinh dự đổi tên thành Quân đoàn Cận vệ cơ giới hóa số 8, bản thân ông cũng được thăng hàm Trung tướng và tặng thưởng Huân chương Suvorov.
Trong trận đánh quyết định này, lực lượng tăng Hồng quân cũng thiệt hại nặng khi cả Tập đoàn xe tăng số 1 chỉ còn lại 141 chiếc, riêng quân đoàn của Krivoshein mất tới gần 90% quân số và được rút về hậu phương. Sau khi được bổ sung về lực lượng và trang thiết bị, tháng 12 năm 1943, Tập đoàn xe tăng Cận vệ số 1, trong đó có quân đoàn của Krivoshein, được điều vào Phương diện quân Ukraina 1 của tướng Ivan Koniev. Đơn vị của Krivoshein đã đóng vai trò xung kích trong cuộc tấn công đẩy người Đức về phía Tây Ukraina.

#### Từ Belarus tới Berlin

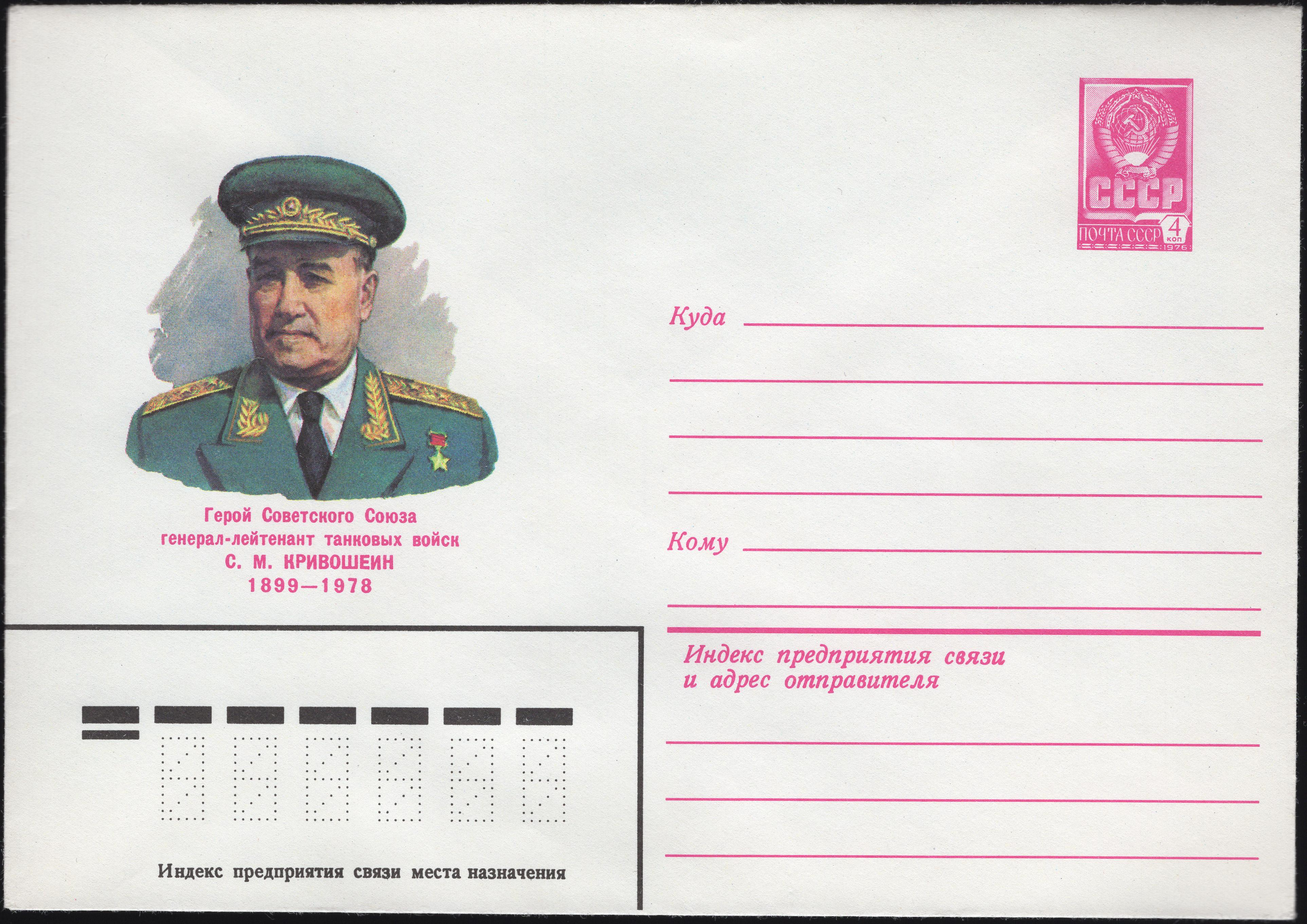
Chân dung Krivoshein trên phong bì bưu điện Liên Xô năm 1979

Cuối năm 1944, Krivoshein trở thành Tư lệnh Quân đoàn cơ giới hóa Krasnograd số 1 tham gia Chiến dịch Bagration nhằm tiêu diệt Cụm tập đoàn quân Trung tâm của Đức Quốc xã đóng ở Belarus. Krivoshein đã chỉ huy đơn vị của ông tham gia giải phóng nhiều thành phố, trong đó có pháo đài Brest nổi tiếng.
Mùa xuân năm 1945, Quân đoàn cơ giới hóa số 1 là đơn vị tiên phong của Phương diện quân Belorussia 1 do tướng Georgy Zhukov chỉ huy tham gia Trận Berlin. Với thành tích chỉ huy trong chiến dịch này, Krivoshein đã được nhận danh hiệu cao quý nhất của Các lực lượng vũ trang Xô viết, danh hiệu Anh hùng Liên Xô.

### Sau chiến tranh
Năm 1946 Semyon Krivoshein được cử làm Trưởng khoa tại Học viện quân sự Frunze. Năm 1950 ông rời Moskva để giữ vị trí Tư lệnh lực lượng tăng và cơ giới hóa của Quân khu Odessa. Năm 1951 ông vào học tại Học viện Bộ Tổng tham mưu và tốt nghiệp một năm sau đó. Tuy nhiên do yêu cầu cải tổ lực lượng Hồng quân sau chiến tranh, năm 1953 Krivoshein đã được đề nghị nghỉ hưu và ông dành phần đời còn lại để viết sách và hồi ký về chiến tranh.
Semyon Krivoshein mất ngày 16 tháng 11 năm 1978 tại Moskva.

## Giải thưởng
- "Sao vàng" Anh hùng Liên Xô (29/05/1945);
- Ba Huân chương Lenin (2.01.1937, 21.02.1945, 29.05.1945);
- Ba Huân chương Cờ đỏ (13/02/1930, 03/11/1944, 1949);
- Huân chương Kutuzov hạng 1 (04/06/1945);
- Huân chương Suvorov hạng 2 (27/08/1943);
- Huân chương Sao đỏ (1935);

## Lược sử quân hàm
- Đại tá (29/01/1936);
- Lữ đoàn trưởng (комбриг; 10/04/1937);
- Thiếu tướng xe tăng (04/06/1940);
- Trung tướng xe tăng (21/08/1943).

## Tác phẩm
- Кривошеин С. М. Сквозь бури. Воспоминания о Первой Конной Lưu trữ ngày 21 tháng 7 năm 2017 tại Wayback Machine. — М.: Молодая гвардия, 1959. — 253 с. — ISBN 100-0-00004-624-6. Архивная копия от 21 июля 2017 на Wayback Machine
- Кривошеин С. М. Ратная быль. — М.: Советская Россия, 1962. — 254 с.
- Кривошеин С. М. Междубурье Lưu trữ ngày 12 tháng 6 năm 2010 tại Wayback Machine. — Воронеж: Центрально-Черноземное книжное издательство, 1964. Архивная копия от 12 июня 2010 на Wayback Machine
- Кривошеин С. М. Чонгарцы. — М.: Советская Россия, 1975. — 272 с. (недоступная ссылка)